# Erster Clemensbrief

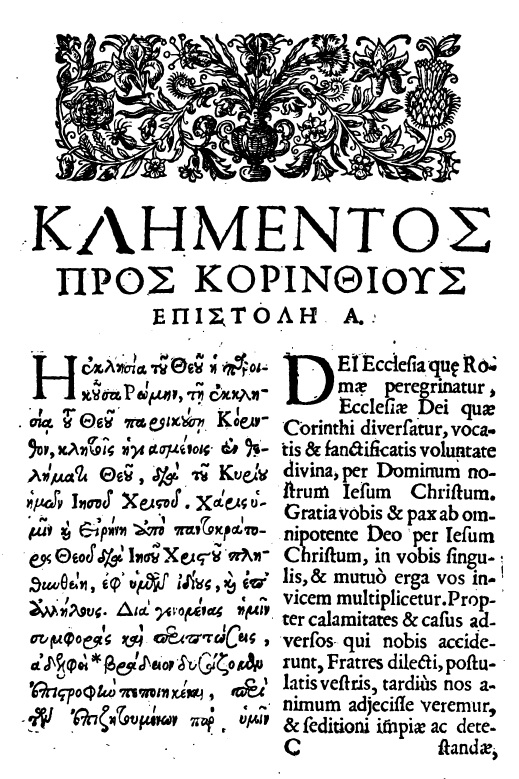
Anfang des 1. Clemensbriefs, griechisch und lateinisch, Ausgabe Oxford 1633

Der Erste Clemensbrief (auch: Klemensbrief, abgekürzt 1 Clem) ist ein frühchristlicher Brief der Gemeinde in Rom an die Gemeinde in Korinth. Er wird Clemens von Rom zugeschrieben und wurde kurz vor 100 n. Chr. verfasst. Der Brief ist nicht Bestandteil des Neuen Testaments, wurde aber in der Alten Kirche sehr geschätzt. Er stellt eine wichtige Quelle für die Geschichte des Urchristentums dar.

## Textüberlieferung
Der bekannteste und älteste griechische Textzeuge ist der Codex Alexandrinus, eine Bibelhandschrift aus dem 5. Jahrhundert, die allerdings in 1 Clem einige Lücken aufweist. Eine weitere griechische Handschrift ist der Codex Hierosolymitanus (Jerusalemer Kodex) aus dem Jahr 1056, der 1873 in Konstantinopel wiederentdeckt wurde. Er wird seit 1887 in der griechisch-orthodoxen Patriarchatsbibliothek in Jerusalem aufbewahrt. Eine syrische Handschrift aus dem Jahr 1170 lagert in der Universitätsbibliothek Cambridge. Eine lateinische Abschrift aus dem 11. Jahrhundert befindet sich im Priesterseminar Namur. Die darin enthaltene Übersetzung stammt wohl aus dem 2. Jahrhundert. Daneben gibt es noch zwei koptische (achmimische) Papyri aus dem 4.–5. Jahrhundert, die unterschiedliche Übersetzungen bieten, aber nicht vollständig sind. Von den Kirchenvätern zitiert Clemens von Alexandrien den ersten Clemensbrief häufig und ist daher textkritisch bedeutsam. Nach Adolf von Harnack ist damit die Überlieferung bis auf ganz wenige Ausnahmen gesichert, so dass keine Konjekturen nötig sind.

## Autor des Briefes
Der 1. Clemensbrief gilt vielen als echter Brief. Anlass waren massive Streitigkeiten in der Gemeinde in Korinth.
Die Gemeinde in Rom beansprucht für sich einen besonderen Rechts- oder Autoritätstitel. Der Brief nennt nicht Clemens als Absender, sondern „die Kirche Gottes, die in Rom weilt“. Der Brief wäre demnach ein Gemeindebrief, nicht der Brief einer Einzelperson. Er wird in der Tradition namentlich einem Clemens zugeschrieben, erstmals durch Dionysios von Korinth im Jahr 170. Clemens war wohl der „oberste Presbyter“ der römischen Gemeinde, so wie er auch im Kapitel 40 des Briefes, bei der Beschreibung der Gemeindestrukturen, genannt wird: „Dem obersten Priester sind nämlich eigene Verrichtungen zugeteilt, auch den Priestern ist ihr eigener Platz angewiesen und den Leviten obliegen eigene Dienstleistungen; der Laie ist an die Laienvorschriften gebunden.“ Irenäus von Lyon nannte einen Clemens als dritten Nachfolger des Petrus nach Linus und Anakletus in der ältesten Bischofsliste von Rom. Vielleicht haben spätere Kirchenväter die Praxis ihrer eigenen Zeit (als es den „monarchischen bischof“ gab) auf die Zeit um 100 rückprojiziert, und dann jeweils den vorsitzführenden oder sonst wie herausragenden Presbyter für den damaligen Bischof gehalten. Gemäß den zeitlichen Angaben von Eusebius war die Dienstzeit des Clemens von etwa 92 bis 100. Laut Irenäus hatte Clemens noch Kontakt mit den Aposteln; Irenäus erwähnt auch die Probleme der korinthischen Gemeinde sowie den Brief des Clemens. Eine Gleichsetzung dieses Clemens mit dem Autor des Clemensbriefes ist naheliegend.
Der Brief wurde auf Griechisch mit starker Prägung durch die Septuaginta verfasst, weitere stilistische Einflüsse kommen von der Popularphilosophie sowie vom Amtsstil. Die spezielle stilistische Färbung entsteht auch durch die vielen Schriftzitate aus der Septuaginta: Mehr als ein Viertel des Textes besteht aus solchen Zitaten, nämlich etwa 2750 Wörter von den insgesamt über 9800 Wörtern, die der Brief umfasst. Damit ist der Umfang dieses Briefes vergleichbar mit dem der Offenbarung des Johannes, also länger als der Römerbrief, der längste Brief des Neuen Testaments, und etwas kürzer als das Markusevangelium.

## Datierung des Briefes
Der Brief selbst trägt kein Datum. Der Entstehungszeitpunkt wird „um oder kurz vor 100 n. Chr.“ angenommen.
Unter Hinweis auf die im Brief beschriebenen Drangsale, die Schlag auf Schlag erfolgten, könnte an die – nunmehr bereits zurückliegende? – Verfolgungswelle am Ende der Regierungszeit von Kaiser Domitian gedacht werden; demnach wäre der Brief um 96 entstanden. Das wäre etwa 30 Jahre nach den 60er Jahren, in denen Petrus und Paulus in Rom getötet wurden; auf deren Martyrium verweist der Clemensbrief 5, als Beispiele der jüngsten Zeit, „aus unserer Generation“ (tes geneas hemon). Für eine Datierung um 96 n. Chr. spricht auch, dass die Gemeinde zu Korinth von dem Verfasser als „alte Gemeinde“ bezeichnet wird (47,6). Weiterhin möchte der Verfasser Mitarbeiter nach Korinth senden, die „von Jugend an bis zum Alter“ bewährte Christen gewesen sind (63,3). Auch ist dem Verfasser der Hebräerbrief wohlbekannt, den er an mehreren Stellen zitiert (z. B. 36, 2–5).
Der Latinist Otto Zwierlein hält Clemens von Rom nicht für den Autor und datiert ihn auf ca. 125, weil er die 40. Rede des Dion Chrysostomos und den Ersten Petrusbrief voraussetze.

## Inhalt des Briefes
Der umfangreiche Brief wird eingeteilt in 65 Kapitel. Er besteht aus einer Einleitung in Kapitel 1–2, der Hauptteil besteht aus zwei Teilen von 3–36 und 37–58. „In dem ersten größeren wird der Korinthischen Gemeinde das Christentum, wie es ist und sein soll, als Gabe und Aufgabe in fortgesetzten Ermahnungen eindringlichst vorgeführt (…), in dem zweiten wird die Entscheidung in Bezug auf die Streitigkeiten in sorgfältigster Weise vorbereitet, begründet, formuliert und in ihren Konsequenzen ausgeführt.“ Die Kapitel 59–65 bilden den Schluss.
Clemens nennt das Schreiben eine brüderliche Zurechtweisung (Mahnrede, gr. nouthesie). Gemäß Mt 18,15ff  sind fromme Christen verpflichtet, Mitchristen auf Sünden hinzuweisen – im Namen Jesu Christi und im Heiligen Geist. Anlass dieser Zurechtweisung sind umwälzende Ereignisse in Korinth: Verantwortliche in der korinthischen Kirche wurden abgesetzt. Dies führte zu bürgerkriegsähnlichen Zuständen (gr. Stasis) und Kirchenspaltung (Schisma) in der Gemeinde von Korinth. Den Ausführungen zu diesem Thema folgt eine lange Darlegung des Christenlebens, des rechten Christenglaubens. Die Stasis ist nur der Anlass.

## Wirkungsgeschichte
Der erste Clemensbrief wurde zeitweise bis ins 5. Jahrhundert in einigen Gemeinden in Gottesdiensten verlesen, so etwa um 170 n. Chr. regelmäßig im Sonntagsgottesdienst in Korinth, aber auch anderswo. Die Syrische Kirche rechnete ihn zur Heiligen Schrift. In den anderen Regionen erreichte er jedoch kein kanonisches Ansehen. Seine Frühdatierung hat großen Einfluss auf die zeitliche Einordnung der Texte des Neuen Testaments, die er benutzt.
Vermutlich aufgrund des hohen Ansehens dieses Briefes in der Alten Kirche wurden weitere Schriften dem Clemens zugeschrieben:
- der Zweite Clemensbrief, eine ursprünglich anonyme und sekundär pseudepigraphe Schrift aus dem 2. Jahrhundert, die eine Predigt darstellt und u. a. aus dem 1 Clem zitiert.
- De virginitate, Anweisungen für ein enthaltsames Leben aus dem 3. Jahrhundert.